# Sâles
Sâles é uma comuna da Suíça, no Cantão Friburgo, com cerca de 1.267 habitantes. Estende-se por uma área de 18,68 km², de densidade populacional de 68 hab/km². Confina com as seguintes comunas: Grangettes, La Verrerie, Marsens, Riaz, Semsales, Vaulruz, Vuisternens-devant-Romont.
A língua oficial nesta comuna é o Francês.